# Айоун
Айо̀ун (на английски: Ione) е град в окръг Панд Орей, щата Вашингтон, САЩ. Айоун е с население от 479 жители (2000) и обща площ от 1,6 km². Намира се на 637 m надморска височина. ЗИП кодът му е 99139, а телефонният му код е 509.